# Mérida (delstat)

Méridas läge i Venezuela.

Méridas flagga.

Mérida är en av Venezuelas 23 delstater (estados), belägen i den nordvästra delen av landet. Den har en yta på 11 300 km² och en befolkning på 843 800 invånare (2007). Huvudort är Mérida.

## Kommuner
Delstatens kommuner (municipios) med centralort inom parentes.
1. Alberto Adriani (El Vigía)
2. Andrés Bello (La Azulita)
3. Antonio Pinto Salinas (Santa Cruz de Mora)
4. Aricagua (Aricagua)
5. Arzobispo Chacón (Canagua)
6. Campo Elías (Ejido)
7. Caracciolo Parra Olmedo (Tucaní)
8. Cardenal Quintero (Santo Domingo)
9. Guaraque (Guaraque)
10. Julio César Salas (Arapuey)
11. Justo Briceño (Torondoy)
12. Libertador (Mérida)
13. Miranda (Timotes)
14. Obispo Ramos de Lora (Santa Elena de Arenales)
15. Padre Noguera (Santa María de Caparo)
16. Pueblo Llano (Pueblo Llano)
17. Rangel (Mucuchíes)
18. Rivas Dávila (Bailadores)
19. Santos Marquina (Tabay)
20. Sucre (Lagunillas)
21. Tovar (Tovar)
22. Tulio Febres Cordero (Nueva Bolivia)
23. Zea (Zea)

## Kända personer
- Johan Santana, basebollspelare[1]